# David Kazhdan
David Kazhdan (Mosca, 20 giugno 1946) è un matematico sovietico naturalizzato israeliano, conosciuto per i suoi lavori nella teoria delle rappresentazioni.